# Miss Bolivia 2016
La 37.ª edición del certamen Miss Bolivia, correspondiente al año 2016 se celebró el día 25 de junio en el Salón Sirionó en la ciudad de Santa Cruz de la Sierra. Concursantes de los nueve departamentos bolivianos y una representante de los residentes bolivianos en el extranjero compitieron por este título de belleza. Al finalizar la velada, se coronara a la nueva representante de Bolivia para el próximo Miss Universo 2016, por esta ocasión Paula Schneider Miss Bolivia Universo 2015 no coronará a su sucesora porque ella renunció a su título de Miss Bolivia 2015, y el derecho de ir al Miss Universo 2016
Coronas a Entregar: La ganadora del primer lugar (Miss Bolivia Universo), nos representara en el concurso de máxima importancia el Miss Universo 2016 que se realizará en Manila, Filipinas, el segundo lugar nos representará en el Miss Internacional 2016 en Tokio, Japón y el tercer lugar ira al Miss Tierra 2016 en Filipinas, el cuarto lugar ira al Miss Supranacional 2016 en Polonia y los demás lugares irán a otros concursos, los cuales estos serán designados por la agencia Promociones Gloria.

Dos de las reinas del Grand Slam estarán presente en la ceremonia, Edymar Martínez, Miss Internacional 2015 de Venezuela y Stephania Stegman, Miss Supranacional 2015 de Paraguay.

## Resultados Finales
| Resultados Final                | Departamento      | Delegada                             |
| Miss Bolivia Universo 2016      | - Miss Santa Cruz | Fabiana Antonella Moscatelli Saucedo |
| Miss Bolivia Internacional 2016 | - Miss Tarija     | Katherine Aysathu Añazgo Orozco      |
| Miss Bolivia Tierra 2016        | - Srta Cochabamba | Eliana Pamela Villegas Timm          |
| Miss Bolivia Supranacional 2016 | - Srta Santa Cruz | Yesenia Barrientos Castro            |
| Miss Grand Bolivia 2016         | - Miss Cochabamba | Estefanía Senzano Terán              |
| Miss Bolivia Bikini 2016        | - Miss Oruro      | Julia Méndez Gómez                   |
| 1º Finalista                    | - Miss Pando      | Stephany Andrea Sánchez Pinheiro     |
| 2º Finalista                    | - Miss Chuquisaca | Camila Andrade Hoss (Δ)              |

(Δ) Fue elegida por el voto del público en Internet
DATOS:
- Antonella Moscatelli (Miss Bolivia Universo), por esta edición no participó del Reina Hispanoamericana 2016 que comúnmente lo hacen todas las ganadoras del Miss Bolivia Universo, por motivos que se enfocó en su preparación para participar únicamente en el Miss Universo 2016. En su reemplazo y por decisiones de la casa de belleza Promociones Gloria, María René Rivero "Primera Finalista del Miss Bolivia Mundo 2016" participó en la 26 edición del Reina Hispanoamericana.
- Katherine Añazgo (Miss Bolivia Internacional), después de su participación en el Miss Internacional 2016, por la buena representación que hizo a Bolivia en Japón, Promociones Gloria decidió designarla a otro concurso internacional en Colombia al Reinado Internacional del Café 2017.
- Estefania Senzano (Miss Bolivia Grand), no pudo participar en el Miss Grand Internacional 2016 por motivos de rechazo de VISA para poder salir al exterior y representar a su país, para el 2017 se tiene previsto que "Estefania" represente a Bolivia en el Miss Grand Internacional 2017 o bien otro concurso que disponga la casa de la belleza Promociones Gloria.
- Julia Mendez (Miss Bikini Bolivia) no participó en el Miss Bikini Universo 2016 porque dicho concurso decidió suspenderse para julio de 2017.

## Representaciones
Representaciones de nuestra candidatas a nivel internacional representando a Bolivia
| Delegada                             | Concurso internacional                            | Sede                 | Resultado                           | Otros Premios                                  |
| ------------------------------------ | ------------------------------------------------- | -------------------- | ----------------------------------- | ---------------------------------------------- |
| Fabiana Antonella Moscatelli Saucedo | Miss Universo 2016                                | Filipinas            | No clasificó                        |                                                |
| Katherine Aysathu Añazgo Orozco      | Miss Internacional 2016                           | Japón                | No clasificó                        |                                                |
| Katherine Aysathu Añazgo Orozco      | Reinado Internacional del Café 2017               | Colombia             | No clasificó                        |                                                |
| Katherine Aysathu Añazgo Orozco      | Reina Hispanoamericana 2017                       | Bolivia              | Cuarta finalista                    |                                                |
| Eliana Pamela Villegas Timm          | Miss Tierra 2016                                  | Filipinas            | No clasificó                        | Medalla de Bronce Traje de Gala y Traje Típico |
| Eliana Pamela Villegas Timm          | Miss Globe Internacional 2016                     | Turquía              | No clasificó                        |                                                |
| Eliana Pamela Villegas Timm          | Miss Model of the World 2018                      | China                | Top 30                              | Mejor Vestido de Noche                         |
| Eliana Pamela Villegas Timm          | Miss Panamerican Internacional 2019               | Estados Unidos       | Top 8 - Finalista                   |                                                |
| Yesenia Barrientos Castro            | Miss Supranacional 2016                           | Polonia              | 'Top 31'                            |                                                |
| Yesenia Barrientos Castro            | Miss Atlántico Internacional 2017                 | Uruguay              | Ganadora                            | Miss Elegancia                                 |
| Yesenia Barrientos Castro            | Reinado Internacional de la Cosecha Lllanera 2018 | Colombia             | Virreina                            | Miss Elegancia                                 |
| Yesenia Barrientos Castro            | Reinado Internacional del Café 2019               | Colombia             | Virreina                            |                                                |
| Estefanía Senzano Terán              | Miss Grand Internacional 2017                     | Vietnam              | Le quitaron el derecho a participar | Le quitaron el derecho a participar            |
| Estefanía Senzano Terán              | Miss Freedom of the World 2017                    | Kosovo               | Le quitaron el derecho a participar | Le quitaron el derecho a participar            |
| Julia Méndez Gómez                   | Miss Mesoamérica Internacional 2018               | El Salvador          | No clasificó                        |                                                |
| Stephany Andrea Sánchez Pinheiro     | Miss Mesoamérica Internacional 2017               | El Salvador          | Ganadora                            | Mejor Traje Típico                             |
| Julia «July» Ayde Rossel Leòn        | Miss Continentes Unidos 2016                      | Ecuador              | No clasificó                        |                                                |
| Soraya Salinas Salinas               | Miss Ámbar Mundial 2017                           | República Dominicana | Primera finalista                   | Mejor Traje Típico y Miss Amistad              |
| Jhomira Rocha Arteaga                | Miss United Countries 2016                        | Filipinas            | No clasificó                        |                                                |

## Significativa Histórica
Acerca de la Clasificaciones - Algunos departamentos sean Miss o Señorita clasificaron en años anteriores y algunas ganaron coronas.
- Este año no se entregó las corona de Miss Continentes Unidos Bolivia y Miss Turismo Bolivia, estos títulos fueron designados.
- La corona del Miss Grand Bolivia se entrega por segunda vez en un Miss Bolivia Universo , la última vez fue en el 2014, porque los demás años fueron designadas.

- La corona del Miss Bolivia Supranacional se entrega por segunda vez en un Miss Bolivia, la última vez fue en el 2013, porque los demás años fueron designadas.
- El título Miss Bikini Bolivia se entrega por primera vez en un Miss Bolivia, comúnmente este título se entregaba por designación a la candidata.
- Santa Cruz gana la corona del Miss Bolivia por Vigésima Cuarta (24) vez, siendo el departamento con más coronas nacionales.

- Miss Santa Cruz la Última Vez que ganó el Miss Bolivia fue en el 2015
- Miss Tarija gana el Miss Bolivia Internacional por sexta vez, la última fue en el 2009.

- Srta Cochabamba gana el Miss Bolivia Tierra por segunda vez, la última fue en el 2008.

- Srta. Santa Cruz gana el Miss Bolivia Supranacional por primera vez

- Miss Cochabamba gana el Miss Grand Bolivia por primera vez.
- Miss Oruro gana el Miss Bikini Bolivia Universo por primera vez.

- Miss Santa Cruz, Srta. Santa Cruz, y Miss Cochabamba repiten clasificación a finalistas.
- Miss Santa Cruz clasifica por Décima Segundo año consecutivo.
- Miss Cochabamba y Srta Santa Cruz clasifican por Cuarto año consecutivo.
- Miss Chuquisaca y Miss Tarija clasificó por última vez en el 2014.

- Miss Pando y Miss Oruro clasificó por última en el 2012
- Srta. Cochabamba clasificó por última en el 2010

## Títulos Previos
| Títulos                     | Departamento      | Candidata                              |
| Mirada Codes Opticentro     | - Miss Litoral    | - Ana Karen "Anita" Gamon Kattàn       |
| Miss Elegancia Rosamar      | - Miss Tarija     | - Katherine Aysathu Añazgo Orozco      |
| Miss Silueta Paceña         | - Miss Santa Cruz | - Fabiana Antonella Moscatelli Saucedo |
| Mejor Cabellera Liso Sedal  | - Miss Valle      | - Saira Niaz Ahmad Córdova             |
| Mejor Cabellera Rizos Sedal | - Miss Santa Cruz | - Fabiana Antonella Moscatelli Saucedo |
| Mejor Sonrisa Orest         | - Srta Cochabamba | - Eliana Pamela Villegas Timm          |
| Chica AmasZonas             | - Srta Santa Cruz | - Yesenia Barrientos Castro            |
| Miss Deporte Patra          | - Miss Tarija     | - Katherine Aysathu Añazgo Orozco      |
| Mejor Traje Típico          | - Miss Altiplano  | - Adriana Ivel Nava Navarro            |
| Mejor Fotogenica PG         | - Miss Chuquisaca | - Camila Andrade Hoss                  |
| Miss Amistad y Simpatía     | - Miss Litoral    | - Ana Karen "Anita" Gamon Kattàn       |

## Desarrollo Títulos Previos
| Finalistas/Títulos            | Representación  | Candidata                      |
| Mejor Mirada Codes Opticentro | Miss Litoral    | Ana Karen "Anita" Gamon Kattàn |
| Top 3 Finalistas              | Miss Chuquisaca | Camila Andrade Hoss            |
| Top 3 Finalistas              | Miss Valle      | Saira Niaz Ahmad Córdova       |

| Finalistas/Títulos  | Representación  | Candidata                            |
| Miss Silueta Paceña | Miss Santa Cruz | Fabiana Antonella Moscatelli Saucedo |
| Primera Finalista   | Miss Litoral    | Ana Karen "Anita" Gamon Kattàn       |
| Segunda Finalista   | Miss Beni       | Soraya Salinas Salinas               |

| Finalistas/Títulos     | Representación  | Candidata                            |
| Miss Elegancia Rosamar | Miss Tarija     | Katherine Aysathu Añazgo Orozco      |
| Top 5 Finalistas       | Miss Litoral    | Ana Karen "Anita" Gamon Kattàn       |
| Top 5 Finalistas       | Miss Santa Cruz | Fabiana Antonella Moscatelli Saucedo |
| Top 5 Finalistas       | Srta Santa Cruz | Yesenia Barrientos Castro            |
| Top 5 Finalistas       | Srta Tarija     | Julia "July" Ayde Rossel Leòn        |

| Finalistas/Títulos | Representación  | Candidata                            |
| Miss Deporte Patra | Miss Tarija     | Katherine Aysathu Añazgo Orozco      |
| Primera Finalista  | Miss Santa Cruz | Fabiana Antonella Moscatelli Saucedo |
| Segunda Finalista  | Srta Pando      | Miuky Nakashima Brito                |
| Tercera Finalista  | Miss Altiplano  | Adriana Ivel Nava Navarro            |

## Candidatas Oficiales
- 23 candidatas fueron confirmadas para concursar rumbo a la corona del Miss Bolivia 2016

(En la tabla se utiliza su nombre completo, los sobrenombres van entrecomillados y los apellidos utilizados como nombre artístico, entre paréntesis; fuera de ella se utilizan sus nombres «artísticos» o simplificados)
| Candidata               | Nombre                               | Edad | Estatura | Ciudad de Origen |
| Miss Altiplano          | Adriana Ivel Nava Navarro            | 23   | 1,77     | Oruro            |
| Miss Beni               | Soraya Salinas Salinas               | 20   | 1,66     | Guayaramerìn     |
| Srta Beni               | Jhomira Rocha Arteaga                | 21   | 1,68     | Santa Ana        |
| Miss Cochabamba         | Estefanía Senzano Teran              | 25   | 1,72     | Cochabamba       |
| Srta Cochabamba         | Eliana Pamela Villegas Timm          | 23   | 1,77     | Cochabamba       |
| Miss Chuquisaca         | Camila Andrade Hoss                  | 21   | 1,75     | Sucre            |
| Srta Chuquisaca         | Paola Iraola Ruiz                    | 23   | 1,74     | Sucre            |
| Miss La Paz             | Kelly Molina Martínez                | 22   | 1,74     | La Paz           |
| Srta La Paz             | Abril Ugarte Guzmán                  | 19   | 1,68     | Cochabamba       |
| Miss Litoral            | Ana Karen "Anita" Gamon Kattàn       | 18   | 1,72     | Santa Cruz       |
| Srta Litoral            | Kendra Yáñez Dantas                  | 19   | 1,78     | Santa Cruz       |
| Miss Oruro              | Julia Méndez Gómez                   | 19   | 1,75     | Oruro            |
| Srta Oruro              | Yesica Viviana Salcedo Vargas        | 25   | 1,70     | Oruro            |
| Miss Pando              | Stephany Andrea Sánchez Pinheiro     | 18   | 1,72     | Cobija           |
| Srta Pando              | Miuky Nakashima Brito                | 20   | 1,68     | Bella Flor       |
| Miss Potosí             | Tatiana Paola Pillco Calvimontes     | 25   | 1,72     | Puna             |
| Srta Potosí             | Pamela Mamani Muruchi                | 23   | 1,70     | Potosí           |
| Miss Residentes Bolivia | Stefany Anne Calderón Aguilera       | 19   | 1,77     | Barcelona        |
| Miss Santa Cruz         | Fabiana Antonella Moscatelli Saucedo | 20   | 1,75     | Santa Cruz       |
| Srta Santa Cruz         | Yesenia Barrientos Castro            | 21   | 1,69     | Santa Cruz       |
| Miss Tarija             | Katherine Aysathu Añazgo Orozco      | 21   | 1,73     | San Lorenzo      |
| Srta Tarija             | Julia Ayde Rossel Leòn               | 19   | 1,71     | Cercado          |
| Miss Valle              | Saira Niaz Ahmad Córdova             | 19   | 1,70     | Cochabamba       |

## Datos de las Candidatas
- Algunas de las delegadas del Miss Bolivia 2016 han participado, o participarán, en otros certámenes de importancia regionales, nacionales e internacionales:
  - Yesenia Barrientos (Srta Santa Cruz), es Reina de la Tradición Cruceña 2015
  - Soraya Salinas (Miss Beni), fue designada como Miss Guayaramerin 2016
  - Jhomira Rocha (Srta Beni), fue designada como Miss Santa Ana 2016
  - Katherine Añazgo (Miss Tarija), ganó los títulos Reina del Carnaval Infantil chapaco, Reina Departamental de la Primavera 2010 y es Reina del Carnaval Chapaco 2016.
  - Abril Ugarte (Srta La Paz), ganó Miss Estudiantil 2014 y Reina del Carnaval zona pública 2015
  - Stephany Sánchez (Miss Pando), es Miss Residentes Pandinos en Santa Cruz 2016
  - Miuky Nakashima (Srta Pando), es Miss Bella Flor 2016.
  - Tatiana Pillco (Miss Potosí), participó en el Miss Potosí 2013 sin éxito.
  - Pamela Mamani (Srta Potosí), fue Reina Ch’utillos 2014
  - Saira Ahmad (Miss Valle), es Reina de la Ganadería 2014 en Beni y Miss Plurinacional Beni 2011.
  - Estefany Calderón (Miss Residentes), participó en el Miss Bolivia España 2012, donde se ubicó entre las 5 finalistas.

- Algunas de las delegadas nacieron o viven en otro departamento, región o país al que representarán, o bien, tienen un origen étnico distinto:
  - Abril Ugarte (Srta La Paz), nació en Cochabamba pero reside en La Paz y tiene ascendencia asiática.
  - Saira Ahmad (Miss Valle), nació en el Beni es de padres cochabambinos.
  - Stephany Sánchez (Miss Pando), radica en Santa Cruz de la Sierra
  - Estefany Calderón (Miss Residentes), en nacida en Trinidad, Beni pero radica en Barcelona, España

- Otros datos significativos de algunas delegadas:
  - Anita Gamón (Miss Litoral), es prima de Nataly Suárez Gamón (Miss Litoral 2006) y finalista del Miss Bolivia 2006
  - Antonella Moscatelli (Miss Santa Cruz), fue Magnífica de Pablo Manzoni hasta el 2015.

- Datos Debuts, Regresos y Retiros en el Miss Bolivia 2016 :
  - Miss Altiplano, debuta en este Miss Bolivia, siendo su primera participación con dicho título.
  - Miss Valle regresa al Miss Bolivia, su última participación fue en el 2014
  - Srta Residentes y Miss Illimani, no participan en esta edición del Miss Bolivia.

## Misses que no Participaran el 2016
Candidatas que fueron elegidas en sus concursos departamentales pero en la edición del Miss Bolivia no participaran del concurso.
| Candidata           | Nombre                   | Edad    | Estatura    | Ciudad de Origen |
| Miss Andalucía      | Carol Vacaflor Eguez     | 22 años | 1,78 metros | Yacuiba          |
| Miss Capital        | Marcela García Tolavi    | 22 años | 1,71 metros | Monteagudo       |
| Miss Illimani       | Adriana Cortez Tellez    | 22 años | 1,71 metros | Murillo          |
| Miss Perla del Acre | Erika Micaela Calestines | 23 años | 1,73 metros | San Lorenzo      |
| Srta Valle          | Estefany Castro          | 17 años | 1,65 metros | Punata           |

## Otras Representaciones
No concursaron en el Miss Bolivia 2016 pero representaron a Bolivia en el transcurso del año 2016 pero participaron en concursos de bellezas a nivel internacional.
| Delegada                       | Concurso Internacional                        | Sede                 | Resultado                          | Otros Premios                   |
| ------------------------------ | --------------------------------------------- | -------------------- | ---------------------------------- | ------------------------------- |
| - Leyda Lourdes Suárez Aldana  | Miss Mundo 2016                               | Estados Unidos       | No clasificó                       |                                 |
| - Andrea Ninosca elasco Merado | MissTurismo Internacional 2016                | Polonia              | No clasificó                       |                                 |
| - María René Rivero Suárez     | Charity Queen of One Power International 2017 | Vietnam              | por participar                     |                                 |
| - María René Rivero Suárez     | Reina Hispanoamericana 2016                   | Bolivia              | No clasificó                       |                                 |
| - María René Rivero Suárez     | Miss Intercontinental 2016                    | Polonia              | No clasificó                       |                                 |
| - Diana Mariela Ascarrunz      | Miss Wolrd Peace 2016                         | Por conocer          | por participar                     |                                 |
| - Lizzie Jaldin Chamarro       | Reinado Internacional de la Primavera 2016    | Perú                 | No se eligió a la ganadora         |                                 |
| - Mory Joselyn Toro Leigue     | Miss Grand Internacional 2016                 | Estados Unidos       | No clasificó                       |                                 |
| - Cecilia Taboada Sánjinez     | Miss Latinoamérica 2016                       | Panamá               | No clasificó                       |                                 |
| - Kreshely Balcazar Arias      | Reinado Internacional de la Piña 2016         | Colombia             | Virreina                           |                                 |
| - María Valeria Burton         | Miss Teen Hispanoamérica Internacional 2016   | Panamá               | No clasificó                       |                                 |
| - Hanna Unzueta Schlink        | Miss Nations of the World 2016                | India                | No clasificó                       |                                 |
| - Rubiane Abdalla Colombo      | Miss Model Of The World 2016                  | China                | Por competir                       |                                 |
| - María Belén Rea Daza         | Miss Teen de las Américas 2016                | El Salvador          | No clasificó                       |                                 |
| - Marcela Vargas Smith         | Princess World International 2016             | República Dominicana | Miss Little Princess International |                                 |
| - Josely Aponte                | Miss Pacifc Wolrd 2016                        | Perú                 | Miss Copper World 2016             | Mejor Bailarina                 |
| - Vivían Susana Serrano Llanos | Miss Eco Universo 2016                        | Grecia               | No clasificó                       | Top 10 de Mejor Traje Ecológico |
| - Sarah Nohelia Terán Antezana | Miss Piel Dorada Internacional 2016           | México               | No clasificó                       | Mejor Traje Típico              |
| - Claudia Tavel Antelo         | Reinado Internacional del Café 2016           | Colombia             | No clasificó                       |                                 |